# ペダー・ペダーセン
ペダー・ペダーセン（Peder Pedersen、1945年11月3日 - 2015年1月9日）は、デンマーク、ネレ・ネロ出身の自転車競技（トラックレース）選手。

## 来歴
1964年
- デンマーク選手権 アマ・スプリント 優勝
- 東京オリンピック・スプリント 二次予選敗者復活戦敗退

1965年
- デンマーク選手権 アマ・スプリント 優勝

1968年
- デンマーク選手権 アマ・団体追抜 優勝
- メキシコシティーオリンピック
  - 団体追抜ではメンバーの一員として登録され、出場機会はなかったが、金メダルを獲得している。
  - スプリント、二次予選敗者復活戦敗退。

1969年
- デンマーク選手権 アマ・スプリント 優勝
- 世界選手権トラックレース アマ・スプリント 3位

1970年
- デンマーク選手権 アマ・スプリント 優勝
- 世界選手権トラックレース アマ・スプリント 2位

1971年
- デンマーク選手権
  - アマ・1㎞タイムトライアル(1㎞TT) 優勝
  - アマ・スプリント 優勝
- 世界選手権トラックレース アマ・1㎞TT 2位

1972年
- デンマーク選手権 
  - アマ・1㎞TT 優勝
  - アマ・スプリント 優勝
- ミュンヘンオリンピック 1/8決勝敗者復活戦敗退

1973年
- デンマーク選手権 
  - アマ・1㎞TT 優勝
  - アマ・スプリント 優勝

1974年、プロ転向。
- 世界選手権トラックレース プロ・スプリント 優勝
- グランプリ・ド・コペンハーゲン 優勝

1975年
- 世界選手権トラックレース プロ・スプリント 2位
- 第22回全日本プロ選手権自転車競技大会（全プロ、福井競輪場）にオープン参加。

1976年
- 第23回全プロ（熊本競輪場）にオープン参加。

1977年
- デンマーク選手権 プロ・スプリント 優勝